# 双花草属
双花草属（学名：Dichanthium）是禾本科下的一个属。该属共有10种，分布于东半球热带和亚热带地区。